# NGC 466
NGC 466 es una galaxia espiral de la constelación de Tucana. 
Fue descubierta el 3 de octubre de 1836 por el astrónomo John Herschel.